# Пісенний конкурс Євробачення 2022
Пісенний конкурс «Євробачення-2022» — 66-й пісенний конкурс, який відбувся в Турині, Італія, після перемоги 2021 року рок-гурту «Måneskin» із піснею «Zitti e buoni». Півфінали конкурсу відбулися 10 та 12 травня 2022 року, фінал — 14 травня. Італія приймала «Євробачення» втретє після конкурсів у Неаполі 1965 року та в Римі 1991 року.
Усього участь у Євробаченні 2022 взяли 40 країн. Вірменія та Чорногорія повернулися на конкурс після відмови у 2020 році, у той час, як Росія не брала участь у зв'язку з дискваліфікацією після повномасштабного вторгнення в Україну.
Переможницею стала Україна з піснею «Stefania» гурту «Kalush Orchestra». Це третя перемога України на Євробаченні (після перемог у 2004 та 2016 роках) і перша — повністю україномовної пісні. Підсумок голосування телеглядачів за українську пісню — 439 балів — є рекордним в історії конкурсу. Велика Британія посіла друге місце, Іспанія — третє, досягнувши своїх найкращих результатів з часів конкурсів 1998 та 1995 років відповідно.

## Місце проведення
За традицією Євробачення Італія після перемоги 2021 року отримала право приймати конкурс.
7 липня 2021 року компанія RAI офіційно оголосила про початок подачі заявок, оголосивши критерії для потенційних міст, що прийматимуть Євробачення 2022. Місто-господар конкурсу повинно відповідати наступним вимогам:
- мати міжнародний аеропорт, що розміщений не більше ніж у 90 хвилин від міста.
- містити понад 2000 готельних номерів у районі, розташованому неподалік від заходу.
- стадіон / центр (місце проведення), що здатні забезпечити належне проведення прямої трансляції.

Окрім цього, було необхідно, щоб місце проведення мало:
- приміщення з кондиціонуванням і чітко визначеним периметром.
- кількість глядачів у головному залі приблизно 8-10 тис. під час заходу (що має відповідати 70 % максимальної місткості залу для регулярних концертів, враховуючи конкретні сценічні та виробничі потреби конкурсу пісні Євробачення).
- основний зал, що вмістить все обладнання, необхідне для виробництва широкомовної телепрограми
- достатньо місця в межах швидкого доступу до головного залу для забезпечення пресцентру, приміщення для делегацій, вбиральні, приміщення для конкурсантів, приміщення для персоналу тощо.
- доступність за 6 тижнів до події, 2 тижні під час шоу (яке відбудеться у травні) та тиждень після закінчення заходу (для демонтажу).

Міста, які бажали провести Євробачення 2022, могли подати заявку на проведення заходу зі 7 до 12 липня 2021 року. Зацікавленість у проведенні конкурсу висловила низка міст, проте, зважаючи на правила, лише 4 з них відповідали зазначеним вимогам: Болонья, Мілан, Рим і Турин.
Усі міста, які запропонували свою кандидатуру для проведення конкурсу, отримали більш детальний документ із необхідними вимогами для проведення заходу Євробачення 2022. Остаточне рішення національний мовник RAI разом із Європейською мовною спілкою повинен був ухвалити наприкінці серпня. Проте, вчасно цього не відбулося.

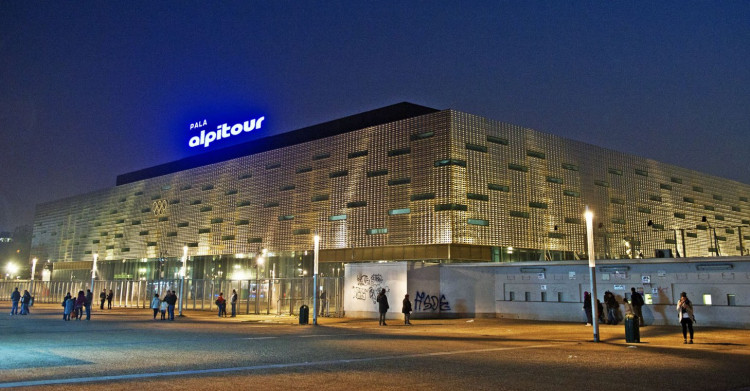
Панорама концертної зали Пала-Альпітур

8 жовтня 2021 року стало відомо, що місцем проведення конкурсу обрали Турин. Приймала конкурс спортивно-концертна арена «Пала-Альпітур» (італ. Pala Alpitour). Площа арени, яка вміщує 16 600 глядачів, становить понад 300 квадратних метрів.
Умовні позначення:
     Міста, що виявили зацікавленість у проведенні конкурсу, але не подали заявку
     Міста, що подали заявку, але кандидатуру відхилила RAI
     Місто проведення — Турин
| Місто              | Місце проведення          | Кількість місць | Примітки | Посилання     |
| ------------------ | ------------------------- | --------------- | --- | ------------- |
| Алессандрія        | Cittadella di Alessandria | ―               | ― | [ 9 ]         |
| Ачиреале (Катанія) | PalaTupparello            | 8,000           | ― | [ 9 ]         |
| Барі               | Fiera del Levante         | ―               | Приймає щорічну виставку Fiera del Levante. | [ 10 ]        |
| Барі               | Сан-Нікола                | 58,248          | Приймала фінал Кубку Європейських чемпіонів 1990/91. Використовується для проведення футбольних матчів.                                                                               | [ 10 ]        |
| Барі               | Palaflorio                | 6,000           | Здебільшого використовується для проведення спортивних заходів, концертів, ярмарків та конгресів.                                                                                     | [ 10 ]        |
| Бертіноро          | PalaGalassi               | 5,676-7,500     | ― | [ 11 ]        |
| Болонья            | Unipol Arena              | 11,000-20,000   | Проводяться концерти й баскетбольні матчі. | [ 12 ]        |
| Верона             | Веронська арена           | 15,000          | Використовуватиметься для проведення церемонії закриття зимових Олімпійських ігор 2026 року в Мілані та Кортіні д'Ампеццо.                                                            | [ 13 ]        |
| Вітербо            | Fiera di Viterbo          | ―               | Не відповідає вимогам ЄМС щодо розмірів та кількості місць. Потребує реновації. | [ 9 ]         |
| Генуя              | ―                         | ―               | ― | [ 9 ]         |
| Єзоло (Венеція)    | Palazzo del Turismo       | 4,000           | Не відповідає вимогам ЄМС щодо розмірів та кількості місць. | [ 14 ]        |
| Матера             | Cava del Sole             | ―               | Пропозиція залежить від встановлення даху для покриття площі. | [ 9 ]         |
| Мілан              | Mediolanum Forum          | 12,700          | Здебільшого використовується для хокею на шайбі, баскетболу, тенісу та живих концертів.                                                                                               | [ 15 ]        |
| Мілан              | Palazzo delle Scintille   | 18,000          | Виконує функції від спортивного майданчику до павільйону Міланського ярмарку. | [ 15 ]        |
| Неаполь            | PalaBarbuto               | 5,500           | Відбулися змагання з баскетболу Літньої універсіади 2019. | [ 16 ]        |
| Палаццоло-Акреїде  | ―                         | ―               | Потребує співпраці інших муніципалітетів Сиракуза. | [ 9 ]         |
| Пезаро             | Vitrifrigo Arena          | 13,000          | Призначена для проведення баскетбольних матчів та Оперного фестивалю Россіні. | [ 17 ] [ 18 ] |
| Реджо-нель-Емілія  | RCF Arena                 | 5,000-100,000   | Призначена для національних та міжнародних живих заходів. | [ 17 ]        |
| Рим                | PalaLottomatica           | 11,200          | Багатоцільова спортивно-розважальна арена. Приймала баскетбольний турнір на Літніх Олімпійських іграх 1960 року.                                                                      | [ 19 ]        |
| Ріміні             | Rimini Fiera              | ―               | Приймає Rimini Meeting, RiminiWellness та Sigep. | [ 20 ]        |
| Санремо            | Театр Арістон             | ―               | Є місцем проведення щорічних конкурсів музичного фестивалю в Санремо з 1977 року. | [ 21 ]        |
| Трієст             | PalaTrieste               | 7,000           | ― | [ 9 ]         |
| Трієст             | Стадіо Нерео Рокко        | 21,000          | Проходили матчі молодіжного чемпіонату Європи 2019 року, перед яким відбулася реконструкція арени.                                                                                    | [ 9 ]         |
| Турин              | Пала-Альпітур             | 13,347-16,600   | Приймала турнір із хокею на Зимових Олімпійських іграх 2006 року, церемонію відкриття та закриття Зимової Універсіади 2007 року та Чемпіонату світу з волейболу 2018 серед чоловіків. | [ 1 ] [ 22 ]  |
| Флоренція          | Nelson Mandela Forum      | 7,500           | Проводився Чемпіонат світу з волейболу серед чоловіків 2018 року. | [ 23 ]        |
| Форлі              | PalaGalassi               | 5,676-7,500     | ― | [ 24 ]        |

## Формат
Пісенний конкурс Євробачення 2022 був організований італійським суспільним мовником Radiotelevisione Italiana (RAI). Італійський уряд виділив близько 1,5 млн євро як частину бюджету, необхідного для проведення заходу, тоді як муніципалітет Турина та регіональний уряд П'ємонту внесли загалом близько 10 млн євро. Клаудіо Фасуло й Симона Мартореллі стали виконавчими продюсерами конкурсу, Крістіан Біондані й Дуччо Форцано — режисерами трьох живих шоу, Клаудіо Сантуччі — керівником шоу, Емануель Крістофолі — художнім керівником початкових та інтервальних актів.

### Візуальний дизайн
21 січня 2022 року були представлені девіз та лого конкурсу. Тема конкурсу — «The Sound of Beauty» (Звук краси). Логотип Євробачення 2022 року побудований навколо симетричної структури та візерунків кіматики, що передають візуальні властивості звуку, що також відображає італійський садовий дизайн. Зі свого боку типографіка натхненна італійськими плакатами початку XX століття; кольори взяті з італійського прапора.

### Сцена

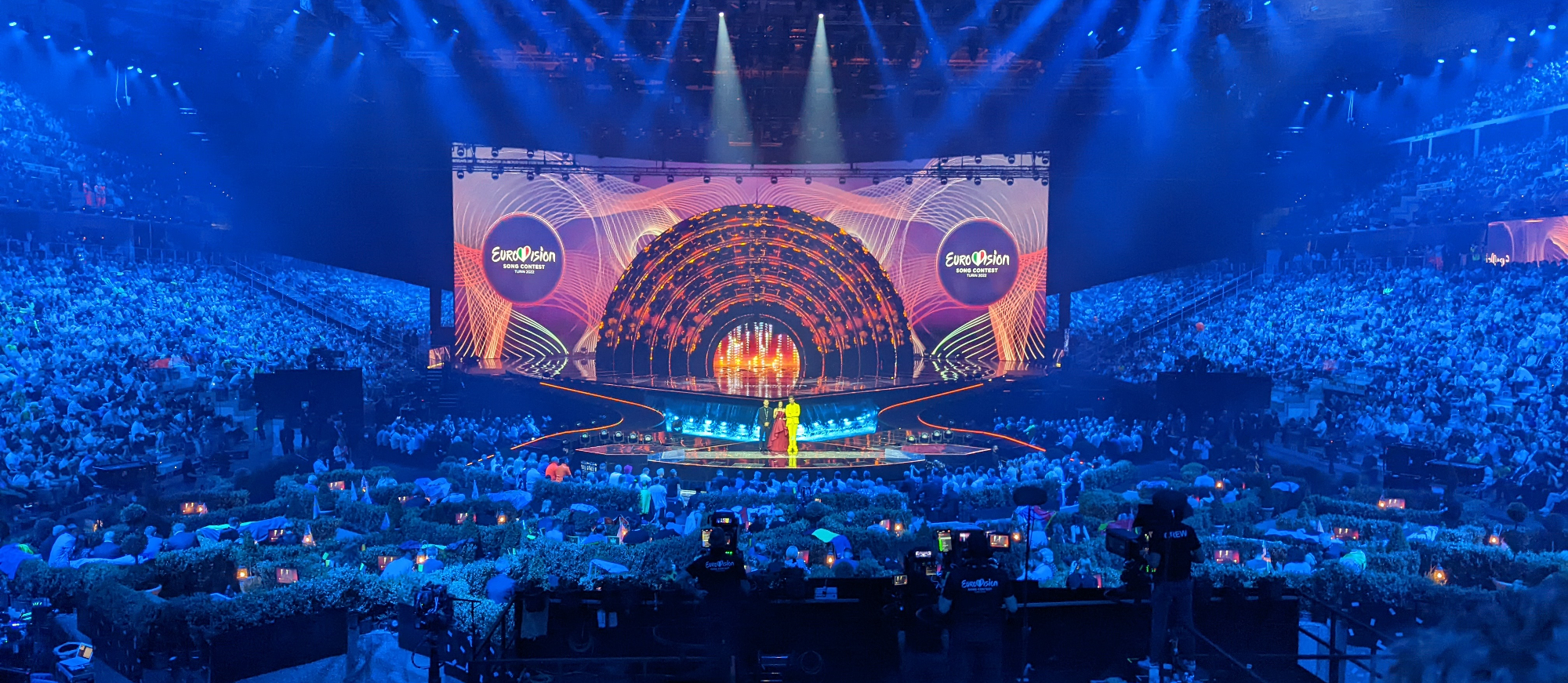
Сцена та грінрум Євробачення 2022

22 листопада 2021 року римська студія Atelier Francesca Montinaro оголосила в своїх соціальних мережах, що RAI обрав її для створення сцени конкурсу 2022 року. Студія має попередній досвід сценічного дизайну після розробки сцени для Фестивалю Санремо 2013 та 2019 років. Уперше з 2016 року розробкою сцени Євробачення займався не Флоріан Відер. Дизайн сцени, представлений 18 лютого 2022 року й названий «Сонцем всередині», заснований на рухах і світлі кінетичного сонця з передбачуваною здатністю демонструвати рух. У дизайні також був задіяний активний водоспад внизу сцени й грінрум у вигляді зеленої кімнати, в якій були використані живі рослини, за зразком італійського саду. У підсумку ж «Сонце» сцени не рухалося в номерах учасників, а використовувалося лише в інтервал-актах у зв'язку з технічними несправностями.

### Ведучі
3 грудня 2021 року директор RAI 1 Стефано Колетта підтвердив в інтерв'ю італійському інформаційному агентству ANSA, що ведучі Пісенного конкурсу Євробачення 2022 будуть відомі лише після проведення Фестивалю Санремо 2022. Італійське інформаційне агентство Adnkronos та тележурнал TV Sorrisi e Canzoni назвали ймовірними ведучими телеведучого Алессандро Каттелана, співачку Лауру Паузіні та співака Міку. 2 лютого 2022 року саме вони й були офіційно оголошені ведучими конкурсу під Фестивалю Санремо 2022 після появи на ньому як спеціальні гості.
Окрім них на «Бірюзовому килимі» й заході церемонії відкриття Євробачення 2022 ведучими стали Габріеле Корсі, Кароліна Ді Доменіко, Маріо Акампа та Лаура Карузіно, останні троє також мордервали прес-конференції конкурсу.

### Резервний запис
3 вересня 2021 року ісландська телекомпанія RÚV помилково заздалегідь оприлюднила правила конкурсу 2022 року, у яких було зазначено, що другий рік поспіль делегації матимуть можливість використовувати попередньо записаний бек-вокал. Кожна делегація все ще може вибрати як використовувати бек-співаків: на сцені чи поза нею, або ж у комбінації живого та записаного виконання. За правилами весь вокал основного артиста має бути виконаний наживо.
30 листопада 2021 року OGAE Greece повідомила, що другий рік поспіль ЄМС вимагатиме від усіх національних мовників створення резервного запису в прямому ефірі перед початком конкурсу, який можна використовувати, якщо учасник із певних причин не зможе виступити на конкурсі, прибути до Турину або ж перебуватиме на карантині. Пізніше цю інформацію підтвердив супервайзер конкурсу Мартін Естердаль.

### Листівки
Листівками на Євробаченні є 40-секундні відео, які демонструють під час трансляції конкурсу, коли сцену готують до виступу наступного учасника. Листівки 2022 року, зняті в період із лютого по квітень, режисером Маттео Ланці, базуються на конкурсній темі «Звук краси». На кожній листівці за допомогою дрона на ім'я «Лео» продемонстрована різна місцевість в Італії, прикрашена малюнками та різними художніми елементами, пов'язаними з виступами, а самі учасники з'являються через кадри, накладені за допомогою хромакею. Місцями, що були використані в листівках країн-учасниць є:
- Австралія — MART[en], Роверето
- Австрія — Мірамаре, Трієст
- Азербайджан — Вілла Монастеро[en], Варенна
- Албанія — Су Нураксі, Баруміні
- Бельгія — Перуджа, Умбрія
- Болгарія — Кастель-дель-Монте, Андрія
- Велика Британія — Орта-Сан-Джуліо, Новара
- Вірменія — Мармор[en], Терні
- Греція — Селінунт, Трапані
- Грузія — Бурано, Венеція
- Данія — Прочида, Неаполь
- Естонія — Сакра-ді-Сан-Мікеле, Сант'Амброджо-ді-Торино
- Ізраїль — Манарола[en], Чинкве-Терре
- Ірландія — Матера, Базиліката
- Ісландія — Кортіна-д'Ампеццо, Беллуно
- Іспанія — Аланья-Вальсезія, Верчеллі
- Італія — Моле-Антонелліана, Турин
- Кіпр — Маттергорн, Валле-д'Аоста
- Латвія — Мерано, Трентіно-Альто-Адідже
- Литва — Бергамо, Ломбардія
- Мальта — Абатство Сан-Гальгано[en], Сієна
- Молдова — Урбіно, Марке
- Нідерланди — Равенна, Емілія-Романья
- Німеччина — Лінготто, Турин
- Норвегія — Сканно[en], Л'Аквіла
- Північна Македонія — Кала Луна[it], Нуоро
- Польща — Скала-деі-Туркі[en], Агрідженто
- Португалія — Генуя, Лігурія
- Румунія — Ізола-ді-Капо-Риццуто, Кротоне
- Сан-Марино — Рим, Лаціо
- Сербія — Рокка Калашіо[en], Л'Аквіла
- Словенія — Чивіта-ді-Баньореджо[en], Вітербо
- Фінляндія — Фузине у Вальромані[en], Удіне
- Франція — Кавур, П'ємонт
- Хорватія — Гринцане-Кавоур, Кунео
- Чехія — Казерта, Кампанія,
- Чорногорія — Монте Конеро[en], Анкона
- Швейцарія — Термолі, Кампобассо
- Швеція — Ріміні, Емілія-Романья
- Україна — Флоренція, Тусканія

## Країни-учасниці
20 жовтня 2021 року Європейська мовна спілка повідомила, що учасниками конкурсу 2022 року стане 41 країна. Вірменія та Чорногорія повернулися на конкурс після відмови у 2020 році. Наприкінці лютого стало відомо, що Росія не братиме участь у зв'язку з дискваліфікацією після повномасштабного вторгнення в Україну, таким чином кількість країн-учасниць дорівнювала 40.

### Жеребкування
Для розподілу учасників між фіналами проводиться жеребкування, що відбулося 25 січня 2022 року.
| Кошик 1                                                        | Кошик 2                                            | Кошик 3                                           | Кошик 4                                           | Кошик 5                                     | Кошик 6                                             |
| -------------------------------------------------------------- | -------------------------------------------------- | ------------------------------------------------- | ------------------------------------------------- | ------------------------------------------- | --------------------------------------------------- |
| Албанія Північна Македонія Сербія Словенія Хорватія Чорногорія | Австралія Данія Ісландія Норвегія Фінляндія Швеція | Азербайджан Вірменія Грузія Ізраїль Росія Україна | Болгарія Греція Кіпр Мальта Португалія Сан-Марино | Естонія Латвія Литва Молдова Польща Румунія | Австрія Бельгія Ірландія Нідерланди Чехія Швейцарія |

Країни-учасниці першого півфіналу
Автофіналісти, що голосують у першому півфіналі
Країни-учасниці другого півфіналу
Автофіналісти, що голосують у другому півфіналі

П'ять країн, що автоматично кваліфікуються до фіналу, розподілили між півфіналами, у яких їм буде надано доступ до голосування. Інші 36 країн-учасниць конкурсу розподілили між шістьома кошиками на основі історії голосування за минулі роки. Метою жеребкування є зменшення блокового голосування між країнами у півфіналах.

### Повернення учасників
- Стоян Янкулов — член групи Intelligent Music Project, який представляв Болгарію на Євробачення 2007 (посіли 5 місце у фіналі) та 2013 років (12 місце у півфіналі) разом із Еліцею Тодоровою.[61]
- Zdob și Zdub — представляли Молдову на конкурсах Євробачення 2005 та 2011, де посіли 6 та 12 місця у фіналі відповідно.[62]
- Махмуд — здобув 2-е місце на Євробачення 2019 як представник Італії.[63]
- Ігор Діденчук (у складі гурту Kalush Orchestra) — один з учасників гурту Go A, що були обрані представниками України на Євробаченні 2020 (було скасоване) та на Євробаченні 2021, де гурт посів 5-те місце.[64]
- Іган Гайдар (у складі Reddi) — була учасницею резервної групи Солуни Самай на Пісенному конкурсі Євробачення 2012.[65]

## Перший півфінал
У першому півфіналі, що відбувся 10 травня 2022 року, взяли участь 17 країн. Італія та Франція також голосували в цьому півфіналі.
     Досягли фіналу
| №  | Країна     | Учасник                       | Пісня                     | Мова                      | Місце | Бали |
| -- | ---------- | ----------------------------- | ------------------------- | ------------------------- | ----- | ---- |
| 1  | Албанія    | Ронела Хаяті                  | «Sekret»                  | албанська, англійська     | 12    | 58   |
| 2  | Латвія     | Citi Zēni                     | «Eat Your Salad»          | англійська                | 14    | 55   |
| 3  | Литва      | Моніка Лю                     | «Sentimentai»             | литовська                 | 7     | 159  |
| 4  | Швейцарія  | Маріус Бер                    | «Boys Do Cry»             | англійська                | 9     | 118  |
| 5  | Словенія   | LPS                           | «Disko»                   | словенська                | 17    | 15   |
| 6  | Україна    | Kalush Orchestra              | «Stefania»                | українська                | 1     | 337  |
| 7  | Болгарія   | Intelligent Music Project     | «Intention»               | англійська                | 16    | 29   |
| 8  | Нідерланди | S10                           | «De diepte»               | нідерландська             | 2     | 221  |
| 9  | Молдова    | Zdob și Zdub і Брати Адвагови | «Trenulețul»              | румунська, англійська     | 8     | 154  |
| 10 | Португалія | Маро                          | «Saudade, saudade»        | португальська, англійська | 4     | 208  |
| 11 | Хорватія   | Міа Дімшич                    | «Guilty Pleasure»         | англійська, хорватська    | 11    | 75   |
| 12 | Данія      | Reddi                         | «The Show»                | англійська                | 13    | 55   |
| 13 | Австрія    | LUM!X і Піа Марія             | «Halo»                    | англійська                | 15    | 42   |
| 14 | Ісландія   | Systur                        | «Með hækkandi sól»        | ісландська                | 10    | 103  |
| 15 | Греція     | Аманда Тенфйорд               | «Die Together»            | англійська                | 3     | 211  |
| 16 | Норвегія   | Subwoolfer                    | «Give That Wolf a Banana» | англійська                | 6     | 177  |
| 17 | Вірменія   | Роза Лінн                     | «Snap»                    | англійська                | 5     | 187  |

### Результати голосування
| Місце | Глядачі    | Глядачі | Журі       | Журі |
| Місце | Країна     | Бали    | Країна     | Бали |
| ----- | ---------- | ------- | ---------- | ---- |
| 1     | Україна    | 202     | Греція     | 151  |
| 2     | Молдова    | 135     | Нідерланди | 142  |
| 3     | Вірменія   | 105     | Україна    | 135  |
| 4     | Норвегія   | 104     | Португалія | 121  |
| 5     | Литва      | 103     | Швейцарія  | 107  |
| 6     | Португалія | 87      | Вірменія   | 82   |
| 7     | Нідерланди | 79      | Норвегія   | 73   |
| 8     | Греція     | 60      | Ісландія   | 64   |
| 9     | Албанія    | 46      | Литва      | 56   |
| 10    | Ісландія   | 39      | Хорватія   | 42   |
| 11    | Австрія    | 36      | Латвія     | 39   |
| 12    | Хорватія   | 33      | Данія      | 35   |
| 13    | Данія      | 20      | Молдова    | 19   |
| 14    | Болгарія   | 18      | Албанія    | 12   |
| 15    | Латвія     | 16      | Болгарія   | 11   |
| 16    | Швейцарія  | 11      | Словенія   | 7    |
| 17    | Словенія   | 8       | Австрія    | 6    |

### 12 балів
| № | Учасник    | Країна, яка дала 12 балів             |
| - | ---------- | ------------------------------------- |
| 4 | Греція     | Італія, Нідерланди, Норвегія, Франція |
| 4 | Нідерланди | Вірменія, Данія, Швейцарія, Україна   |
| 4 | Україна    | Албанія, Латвія, Литва, Молдова       |
| 1 | Албанія    | Греція                                |
| 1 | Вірменія   | Австрія                               |
| 1 | Латвія     | Португалія                            |
| 1 | Литва      | Словенія                              |
| 1 | Норвегія   | Ісландія                              |
| 1 | Португалія | Хорватія                              |
| 1 | Швейцарія  | Болгарія                              |

| №  | Учасник    | Країна, яка дала 12 балів                                                                                      |
| -- | ---------- | --- |
| 12 | Україна    | Австрія, Болгарія, Вірменія, Данія, Ісландія, Італія, Латвія, Литва, Молдова, Нідерланди, Португалія, Хорватія |
| 1  | Албанія    | Греція |
| 1  | Болгарія   | Албанія |
| 1  | Вірменія   | Франція |
| 1  | Греція     | Норвегія |
| 1  | Литва      | Україна |
| 1  | Португалія | Швейцарія |
| 1  | Хорватія   | Словенія |

## Другий півфінал
У другому півфіналі, що відбувся 12 травня 2022 року, взяли участь 18 країн. Велика Британія, Іспанія та Німеччина також голосували у цьому півфіналі.
     Досягли фіналу
| №  | Країна             | Учасник           | Пісня             | Мова                   | Місце | Бали |
| -- | ------------------ | ----------------- | ----------------- | ---------------------- | ----- | ---- |
| 1  | Фінляндія          | «The Rasmus»      | «Jezebel»         | англійська             | 7     | 162  |
| 2  | Ізраїль            | Міхаель Бен-Давід | «I.M»             | англійська             | 13    | 61   |
| 3  | Сербія             | Констракта        | «In Corpore Sano» | сербська, латинська    | 3     | 237  |
| 4  | Азербайджан        | Надір Рустемлі    | «Fade to Black»   | англійська             | 10    | 96   |
| 5  | Грузія             | «Circus Mircus»   | «Lock Me In»      | англійська             | 18    | 22   |
| 6  | Мальта             | Емма Мускат       | «I Am What I Am»  | англійська             | 16    | 47   |
| 7  | Сан-Марино         | Акілле Лауро      | «Stripper»        | італійська, англійська | 14    | 50   |
| 8  | Австралія          | Шелдон Райлі      | «Not the Same»    | англійська             | 2     | 243  |
| 9  | Кіпр               | Андромахі         | «Ela»             | грецька, англійська    | 12    | 63   |
| 10 | Ірландія           | Брук              | «That's Rich»     | англійська             | 15    | 47   |
| 11 | Північна Македонія | Андреа            | «Circles»         | англійська             | 11    | 76   |
| 12 | Естонія            | Стефан            | «Hope»            | англійська             | 5     | 209  |
| 13 | Румунія            | WRS               | «Llámame»         | англійська, іспанська  | 9     | 118  |
| 14 | Польща             | Охман             | «River»           | англійська             | 6     | 198  |
| 15 | Чорногорія         | Владана           | «Breathe»         | англійська, італійська | 17    | 33   |
| 16 | Бельгія            | Джеремі Макізе    | «Miss You»        | англійська             | 8     | 151  |
| 17 | Швеція             | Корнелія Джейкобс | «Hold Me Closer»  | англійська             | 1     | 396  |
| 18 | Чехія              | «We Are Domi»     | «Lights Off»      | англійська             | 4     | 227  |

### Результати голосування
| Місце | Глядачі            | Глядачі | Журі               | Журі |
| Місце | Країна             | Бали    | Країна             | Бали |
| ----- | ------------------ | ------- | ------------------ | ---- |
| 1     | Швеція             | 174     | Швеція             | 222  |
| 2     | Сербія             | 174     | Австралія          | 169  |
| 3     | Чехія              | 125     | Естонія            | 113  |
| 4     | Польща             | 114     | Бельгія            | 105  |
| 5     | Румунія            | 100     | Чехія              | 102  |
| 6     | Фінляндія          | 99      | Азербайджан        | 96   |
| 7     | Естонія            | 96      | Польща             | 84   |
| 8     | Австралія          | 74      | Сербія             | 63   |
| 9     | Кіпр               | 54      | Фінляндія          | 63   |
| 10    | Бельгія            | 46      | Північна Македонія | 56   |
| 11    | Ірландія           | 35      | Ізраїль            | 34   |
| 12    | Сан-Марино         | 29      | Мальта             | 27   |
| 13    | Ізраїль            | 27      | Сан-Марино         | 21   |
| 14    | Чорногорія         | 22      | Румунія            | 18   |
| 15    | Мальта             | 20      | Грузія             | 13   |
| 16    | Північна Македонія | 20      | Ірландія           | 12   |
| 17    | Грузія             | 9       | Чорногорія         | 11   |
| 18    | Азербайджан        | 0       | Кіпр               | 9    |

### 12 балів
| №  | Учасник            | Країна, яка дала 12 балів |
| -- | ------------------ | --- |
| 16 | Швеція             | Австралія, Азербайджан, Кіпр, Чехія, Естонія, Фінляндія, Грузія, Ірландія, Ізраїль, Мальта, Чорногорія, Польща, Румунія, Сан-Марино, Сербія, Велика Британія |
| 1  | Австралія          | Швеція |
| 1  | Азербайджан        | Іспанія |
| 1  | Північна Македонія | Німеччина |
| 1  | Сан-Марино         | Бельгія |
| 1  | Сербія             | Північна Македонія |

| № | Учасник    | Країна, яка дала 12 балів                                                          |
| - | ---------- | ---------------------------------------------------------------------------------- |
| 8 | Сербія     | Австралія, Кіпр, Чехія, Грузія, Мальта, Чорногорія, Північна Македонія, Сан-Марино |
| 3 | Польща     | Бельгія, Німеччина, Ірландія                                                       |
| 3 | Швеція     | Ізраїль, Польща, Румунія                                                           |
| 2 | Фінляндія  | Естонія, Швеція                                                                    |
| 1 | Кіпр       | Азербайджан                                                                        |
| 1 | Естонія    | Фінляндія                                                                          |
| 1 | Ірландія   | Велика Британія                                                                    |
| 1 | Чорногорія | Сербія                                                                             |
| 1 | Румунія    | Іспанія                                                                            |

## Фінал
Фінал конкурсу відбувся 14 травня 2022 року. У ньому взяли участь 25 країн: по 10 країн, що кваліфікувались з кожного півфіналу, а також країни Великої П'ятірки. Можливість голосування мали усі 40 країн-учасниць Євробачення 2022 року.
| №  | Країна          | Виконавець                    | Пісня                     | Мова                      | Місце | Бали |
| -- | --------------- | ----------------------------- | ------------------------- | ------------------------- | ----- | ---- |
| 1  | Чехія           | «We Are Domi»                 | «Lights Off»              | англійська                | 21    | 38   |
| 2  | Румунія         | WRS                           | «Llámame»                 | англійська, іспанська     | 18    | 65   |
| 3  | Португалія      | Маро                          | «Saudade, saudade»        | португальська, англійська | 9     | 207  |
| 4  | Фінляндія       | «The Rasmus»                  | «Jezebel»                 | англійська                | 21    | 38   |
| 5  | Швейцарія       | Маріус Бер                    | «Boys Do Cry»             | англійська                | 17    | 78   |
| 6  | Франція         | Алван і Ahez                  | «Fulenn»                  | бретонська                | 24    | 17   |
| 7  | Норвегія        | Subwoolfer                    | «Give That Wolf a Banana» | англійська                | 10    | 182  |
| 8  | Вірменія        | Роза Лінн                     | «Snap»                    | англійська                | 20    | 61   |
| 9  | Італія          | Махмуд і Бланко               | «Brividi»                 | італійська                | 6     | 268  |
| 10 | Іспанія         | Шанель                        | «SloMo»                   | іспанська, англійська     | 3     | 459  |
| 11 | Нідерланди      | S10                           | «De diepte»               | нідерландська             | 11    | 171  |
| 12 | Україна         | Kalush Orchestra              | «Stefania»                | українська                | 1     | 631  |
| 13 | Німеччина       | Малік Гарріс                  | «Rockstars»               | англійська                | 25    | 6    |
| 14 | Литва           | Моніка Лю                     | «Sentimentai»             | литовська                 | 14    | 128  |
| 15 | Азербайджан     | Надір Рустамлі                | «Fade to Black»           | англійська                | 16    | 106  |
| 16 | Бельгія         | Джеремі Макізе                | «Miss You»                | англійська                | 19    | 64   |
| 17 | Греція          | Аманда Тенфйорд               | «Die Together»            | англійська                | 8     | 215  |
| 18 | Ісландія        | Сіґґа, Бета й Елін            | «Með hækkandi sól»        | ісландська                | 23    | 20   |
| 19 | Молдова         | Zdob și Zdub і Брати Адвагови | «Trenulețul»              | румунська, англійська     | 7     | 253  |
| 20 | Швеція          | Корнелія Джейкобс             | «Hold Me Closer»          | англійська                | 4     | 438  |
| 21 | Австралія       | Шелдон Райлі                  | «Not the Same»            | англійська                | 15    | 125  |
| 22 | Велика Британія | Сем Райдер                    | «Space Man»               | англійська                | 2     | 466  |
| 23 | Польща          | Охман                         | «River»                   | англійська                | 12    | 151  |
| 24 | Сербія          | Констракта                    | «In Corpore Sano»         | сербська, латинська       | 5     | 312  |
| 25 | Естонія         | Стефан                        | «Hope»                    | англійська                | 13    | 141  |

### Результати голосування
| Місце | Глядачі         | Глядачі | Журі            | Журі |
| Місце | Країна          | Бали    | Країна          | Бали |
| ----- | --------------- | ------- | --------------- | ---- |
| 1     | Україна         | 439     | Велика Британія | 283  |
| 2     | Молдова         | 239     | Швеція          | 258  |
| 3     | Іспанія         | 228     | Іспанія         | 231  |
| 4     | Сербія          | 225     | Україна         | 192  |
| 5     | Велика Британія | 183     | Португалія      | 171  |
| 6     | Швеція          | 180     | Італія          | 158  |
| 7     | Норвегія        | 146     | Греція          | 158  |
| 8     | Італія          | 110     | Нідерланди      | 129  |
| 9     | Польща          | 105     | Австралія       | 123  |
| 10    | Естонія         | 98      | Азербайджан     | 103  |
| 11    | Литва           | 93      | Сербія          | 87   |
| 12    | Греція          | 57      | Швейцарія       | 78   |
| 13    | Румунія         | 53      | Бельгія         | 59   |
| 14    | Нідерланди      | 42      | Польща          | 46   |
| 15    | Португалія      | 36      | Естонія         | 43   |
| 16    | Фінляндія       | 26      | Вірменія        | 40   |
| 17    | Вірменія        | 21      | Норвегія        | 36   |
| 18    | Ісландія        | 10      | Литва           | 35   |
| 19    | Франція         | 8       | Чехія           | 33   |
| 20    | Німеччина       | 6       | Молдова         | 14   |
| 21    | Чехія           | 5       | Фінляндія       | 12   |
| 22    | Бельгія         | 5       | Румунія         | 12   |
| 23    | Азербайджан     | 3       | Ісландія        | 10   |
| 24    | Австралія       | 2       | Франція         | 9    |
| 25    | Швейцарія       | 0       | Німеччина       | 0    |

### 12 балів
Видилені країни дали 12 балів одній країні як від журі, так і від глядачів.
| № | Учасник         | Країна, яка дала 12 балів                                                                 |
| - | --------------- | ----------------------------------------------------------------------------------------- |
| 8 | Іспанія         | Вірменія, Австралія, Ірландія, Мальта, Північна Македонія, Португалія, Сан-Марино, Швеція |
| 8 | Велика Британія | Австрія, Азербайджан, Бельгія, Чехія, Франція, Грузія, Німеччина, Україна                 |
| 6 | Греція          | Болгарія, Кіпр, Данія, Нідерланди, Норвегія, Швейцарія                                    |
| 5 | Швеція          | Естонія, Фінляндія, Ісландія, Ізраїль, Велика Британія                                    |
| 5 | Україна         | Латвія, Литва, Молдова, Польща, Румунія                                                   |
| 3 | Азербайджан     | Греція, Сербія, Іспанія                                                                   |
| 2 | Італія          | Албанія, Словенія                                                                         |
| 2 | Сербія          | Хорватія, Чорногорія                                                                      |
| 1 | Нідерланди      | Італія                                                                                    |

| №  | Учасник         | Країна, яка дала 12 балів |
| -- | --------------- | --- |
| 28 | Україна         | Австралія, Австрія, Азербайджан, Бельгія, Болгарія, Кіпр, Чехія, Данія, Естонія, Фінляндія, Франція, Грузія, Німеччина, Ісландія, Ірландія, Ізраїль, Італія, Латвія, Литва, Молдова, Нідерланди, Норвегія, Польща, Португалія, Сан-Марино, Іспанія, Швеція, Велика Британія |
| 5  | Сербія          | Хорватія, Чорногорія, Північна Македонія, Словенія, Швейцарія |
| 2  | Молдова         | Румунія, Сербія |
| 1  | Естонія         | Вірменія |
| 1  | Греція          | Албанія |
| 1  | Польща          | Україна |
| 1  | Іспанія         | Греція |
| 1  | Велика Британія | Мальта |

## Інші учасники
Право на потенційну участь у «Євробаченні» вимагає активного членства у Європейській мовній спілці національного мовника, який зможе транслювати конкурс через мережу «Євробачення». ЄМС надає запрошення на участь усім активним членам. Австралії запрошення на конкурс 2022 року не потрібне, позаяк раніше вона отримала дозвіл на участь принаймні до 2023 року.

### Нездійснений дебют
- Ліхтенштейн — 20 серпня 2021 року телемовник Ліхтенштейну 1FLTV підтвердив, що країна не дебютує на конкурсі 2022 року.

### Повернення
- Вірменія — 20 жовтня Вірменія з'явилася у списку учасників. До цього країна востаннє брала участь 2019 року.
- Чорногорія — 12 жовтня національний мовник Чорногорії RTCG оголосив, що країна повертається на конкурс через 2 роки.

### Активні члени ЄМС

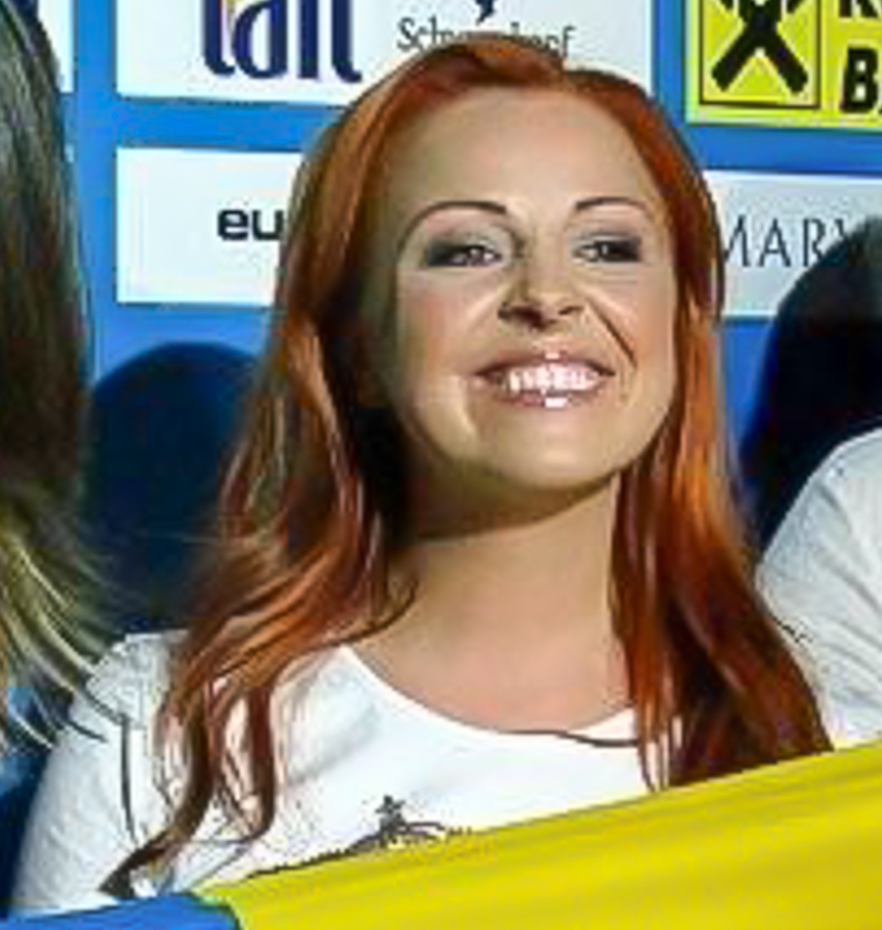
Сюзанна Георгі ― представниця Андорри на Пісенному конкурсі Євробачення 2009

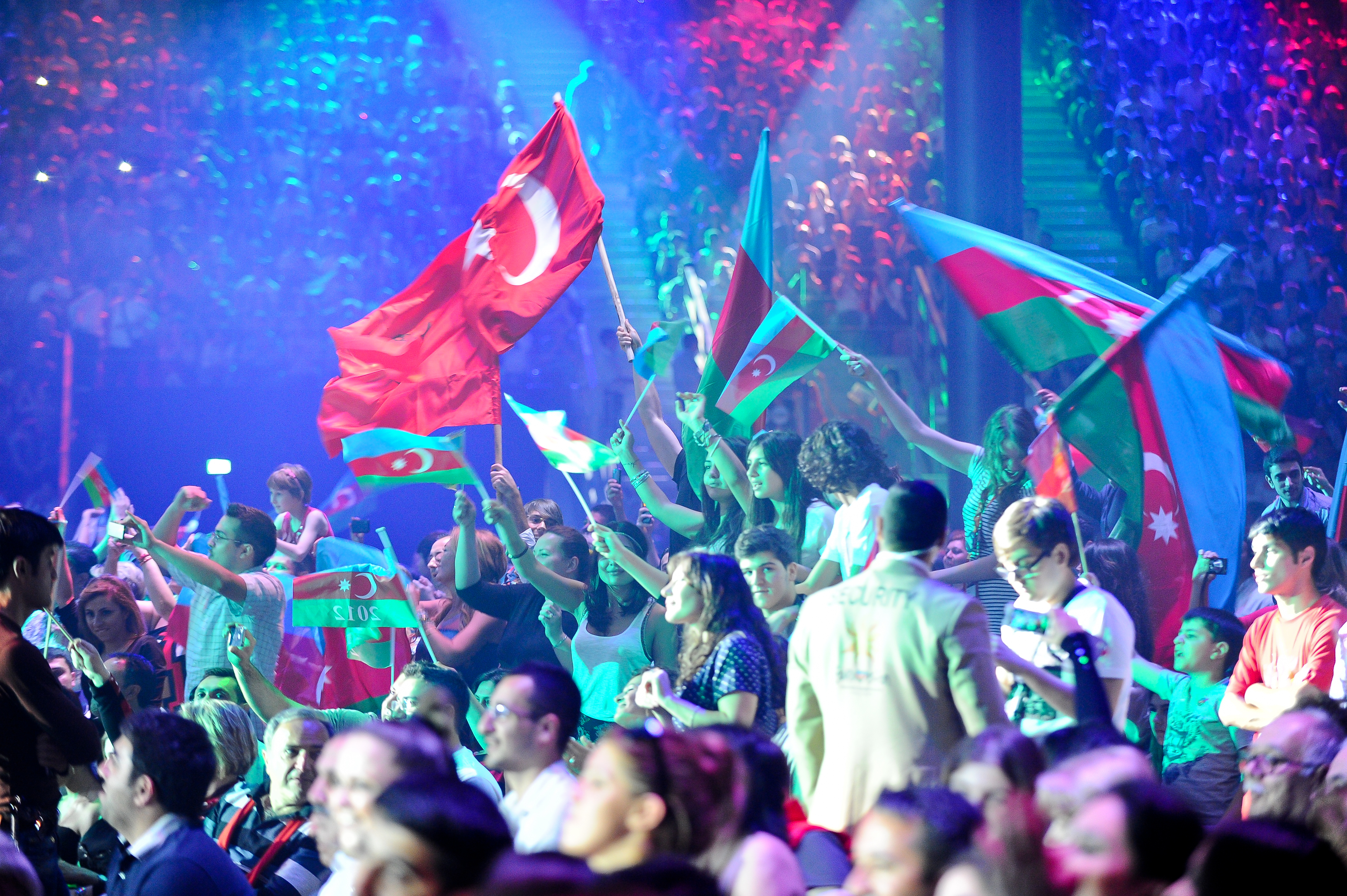
Вболівальники на Пісенному конкурсі Євробачення 2012

- Андорра  — Сюзанна Георгі[en], представниця Андорри 2009 року, 1 серпня 2020 року в подкасті Wiwibloggs заявила, що вона провела зустріч із прем'єр-міністром Андорри Хав'єром Еспотом Саморою, на якій вони усно домовились про повернення на Євробачення 2022 року. Повернення до конкурсу 2020 року не відбулося через пандемію COVID-19.[68] 24 травня 2021 року стало відомо, що Андорра не повернеться на конкурс 2022 року, тому що нині країна не зацікавлена в цьому.[69] 7 червня 2021 року колишні представники Андорри на Євробаченні висловили підтримку ініціативі Сюзанні Георгі щодо повернення країни до конкурсу. В інтерв'ю Сюзанна зазначила, що вона контактувала з делегаціями малих країн (Сан-Марино, Кіпр, Мальта, Ісландія), щоб зрозуміти, як повернути Андорру на Євробачення. Також Георгі зазначила, що для повернення країни на конкурс необхідно мати чітку концепцію щодо представника Андорри, пісні та розуміння того, як країні принаймні кваліфікуватись до фіналу.[70]
- Боснія і Герцеговина — BHRT підтвердив, що країні навряд чи вдасться повернутися до Євробачення, якщо мовник не зможе змінити модель фінансування. Компанія зазначає, що не має фінансових можливостей для фінансування участі представників Боснії та Герцеговини у шоу. BHRT також додала, що поточний метод фінансування не дозволяє належним чином забезпечувати участь у конкурсі. BHRT вказує на те, що єдиним способом мовника взяти участь у конкурсі буде партнерство з іншими групами за підтримки державних органів, установ, громадян та спільних інвестицій в участь представника країни на Євробаченні. Востаннє Боснія і Герцеговина брала участь у конкурсі 2016 року, де не змогла кваліфікуватися до фіналу.[71]
- Люксембург — 17 серпня 2021 року RTL Télé Lëtzebuerg[en] підтвердили, що країна не повернеться на Євробачення 2022 в Італії. Повідомляється, що фінансові труднощі є однією з основних причин відмови Люксембургу від участі в конкурсі. Державні служби наголошують на тому, що RTL повинні спрямовувати основну увагу люксембурзьким новинам громадянам Люксембургу, а Євробачення не підпадає під цю сферу діяльності.[72]
- Монако — 30 серпня 2021 року національний мовник країни TMC[en] підтвердив, що Монако не повернеться до участі в конкурсі 2021 року.[73] Востаннє країна була учасницею Євробачення 2006 року.
- Словаччина — 30 червня 2021 року словацький національний мовник RTVS підтвердив, що країна не братиме участі у Євробаченні 2022 року. Фінансові обмеження та низький показник перегляду продовжують залишатися ключовими причинами рішення Словаччини утриматися від участі у змаганнях, але словацький мовник розглядає потенційну можливість повернення найближчим часом. Словаччина відмовилася від участі в конкурсі 2013 року й з того часу не поверталася до конкурсу.[74]

- Туреччина — 19 червня 2021 року генеральний директор TRT заявив, що між ЄМС та мовником розпочались дискусії щодо Євробачення. Раніше країна зазначала, що «без зміни системи голосування Туреччина більше не братиме участі». Та, попри це, мовник почав переговори після того, як змінився виконавчий директор Євробачення (Мартін Естердаль).[75] Пізніше ЄМС підтвердила ведення дискусії щодо повернення Туреччини на конкурс та оприлюднила заяву: «Хоча TRT не брав участі у Євробаченні з 2012 року, ми знаємо, що Туреччина все ще зацікавлена в конкурсі, що підкреслюється великою кількістю зацікавлених турецьких фанатів у наших соціальних мережах. Маючи це на увазі, ми контактуємо з TRT з метою повернути їх до змагань. TRT зробив величезний внесок у конкурс у минулому, включно з організацією заходу у Стамбулі 2004 року, і ми дуже раді їх повернути, якщо вони вирішать взяти участь ще раз».[76] Туреччина відмовилася від участі в Євробаченні 2013 року після незадоволеності деякими правилами, як-от автоматичною кваліфікацією «Великої п'ятірки» у фінал. Останнім виступом країни став Джан Бономо з піснею «Love Me Back», що посів 7 місце на конкурсі 2012 року, який проходив у Баку, Азербайджан.
- Угорщина — 11 жовтня 2021 року MTVA опублікувала збірку правил для A Dal 2022 року, який у минулому використовувався країною як національний відбір представника на Євробаченні з 2012 до 2019 року. У правилах не згадується Євробачення, а також надається можливість подання пісень, які порушують стандартні правила Євробачення, що робить A Dal 2022 непридатним для обрання учасника для конкурсу.[77] Зрештою, країна не увійшла до остаточного списку учасників, оприлюдненого ЄМС.[78]

### Не є членами ЄМС

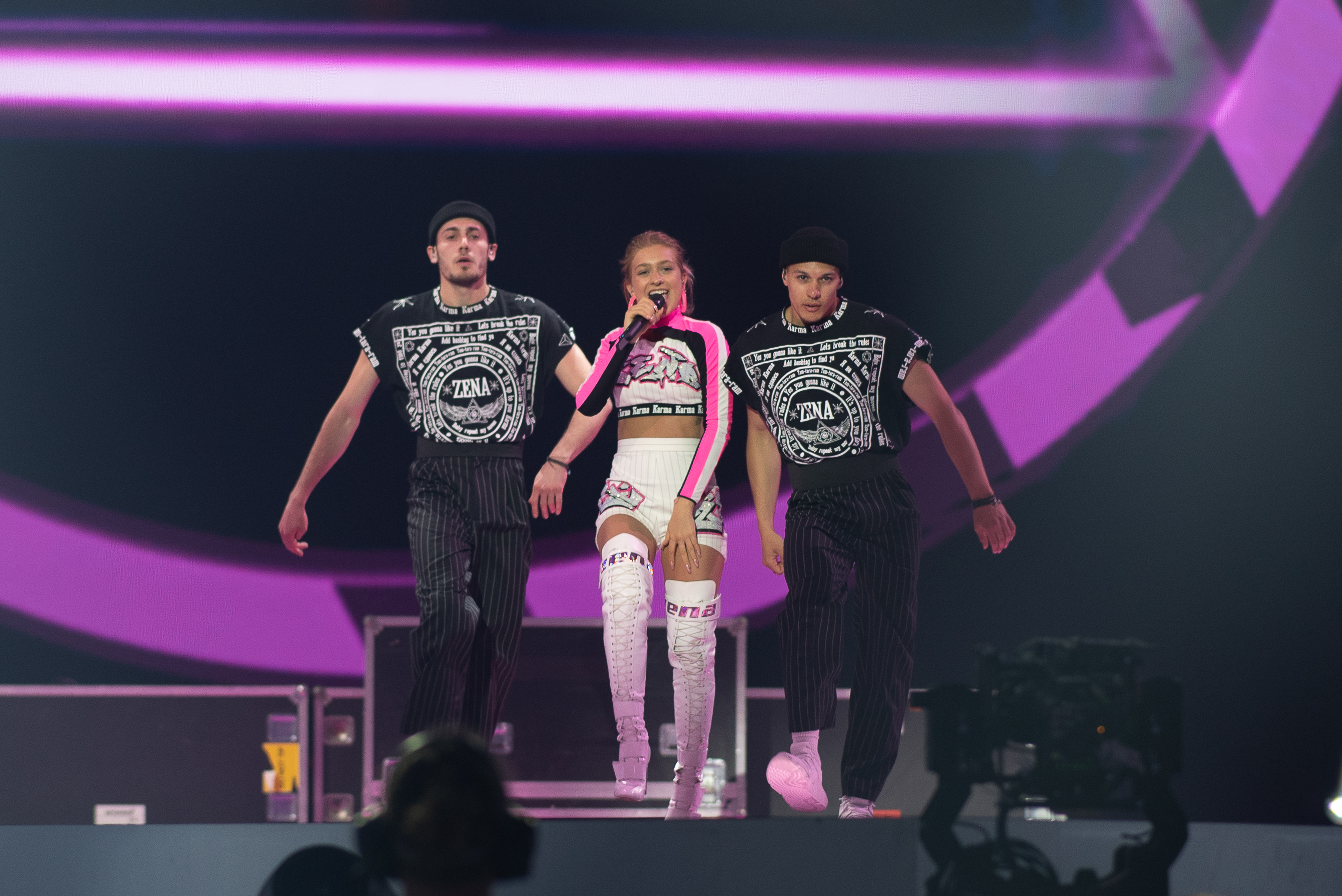
ZENA — представниця Білорусі на Євробаченні 2019

- Білорусь — 28 травня 2021 року виконавчий комітет Європейської мовної спілки повідомив про призупинення членства білоруського мовника у ЄМС. Рішення ухвалили через те, що телерадіокомпанія не відповідає критеріям свободи слова та незалежності. Белтелерадіокомпанія отримала два тижні на відповідь, перш ніж рішення стане чинним.[79] 1 липня 2021 року Європейська мовна спілка повідомила про те, що білоруський мовник позбавлений членства. БТРК прокоментувала таке рішення, зазначивши: «Белтелерадіокомпанія з посмішкою та певним задоволенням вітає довгоочікуваний факт призупинення співпраці з ЄМС — організацією, яка не мала, не має і ніколи не матиме власної особистої думки… Ми також заощадимо багато мільйонів євро і здійснимо мрію більшості білорусів. Більше ніякого Євробачення!». Припинення членства БТРК у ЄМС відбулося вперше за всю історію.[80]

## Інциденти

### Запит України про призупинення членства мовника Росії в ЄМС
24 лютого 2022 року, після офіційного вторгнення Росії в Україну, Національна суспільна телерадіокомпанія України, український суспільний мовник, закликала Європейську спілку радіомовлення і телебачення призупинити членство Росії у спілці та позбавити країну права участі у Євробаченні 2022. Микола Чернотицький, голова правління Національної суспільної телерадіокомпанії України, у своїй промові заявив, що Росія «як агресор і порушник міжнародного права» не повинна брати участь у Євробаченні та що її присутність «підриває саму ідею конкурсу» для заохочення діалогу між країнами та їхньої єдності. Крім того, заява Чернотицького наголошує, що дії російських мовників, серед яких Перший канал та Всеросійська державна телевізійна і радіомовна компанія, не відповідають вимогам статті 1.2 Статуту ЄМС, а саме пункту 3.5.5 статті 3.5:
Станом на 24 лютого Європейська мовна спілка надала відповідь, у якій йшлося про те, що Росію «вітають» на Пісенному конкурсі Євробачення 2022, ЄМС зазначила, що «Євробачення — це неполітична культурна подія, яка об'єднує нації та відзначає різноманітність через музику».

#### Реакція інших країн
- Швеція — попри згадану відповідь ЄМС, керівниця мовника Швеції SVT, Ханна Ст'єрне звернулася до спілки з проханням «змінити курс» стосовно рішення щодо Росії[85][86]. Вона зазначила: «Я симпатизую основній ідеї Євробачення як аполітичної події. Але ситуація в Європі надзвичайно серйозна з вторгненням Росії в Україну. Це перетинає всі межі. Ми закликали ЄМС змінити курс і будемо уважно стежити за розвитком»[85].
- Латвія — Citi Zēni, представники Латвії на цьогорічному конкурсі, надіслали електронного листа ЄМС із закликом переглянути участь Росії на Євробаченні 2022[87]. Гурт заявив: «Ми любимо всіх артистів. Ми любимо всіх людей. Ми єдині. Євробачення має вжити заходи. Ми закликаємо інших виконавців та артистів зробити те ж саме»[88]. У своєму листі Citi Zēni зазначили:

|                                                                          | Шановна команда EBU! «Звук краси» не може стати «звуком війни». Нинішня агресія та зовнішня політика, яку проводить уряд Російської Федерації, для нас неприйнятні. Ми єдині з народом України й рішуче протистоїмо людським стражданням, які зараз відбуваються. «Citi Zēni», як переможці Латвійського національного відбору та представники Латвії на 66-му пісенному конкурсі «Євробачення», просять переглянути участь делегації Російської Федерації у заході, який відбудеться у травні. Ми віримо, що Євробачення – це мир, розваги та любов. Це повністю суперечить політиці, яку нині проводять керівні органи Російської Федерації. На нашу думку, некоректно відправляти артиста в одну країну ЄМС, а армію в іншу. Щиро сподіваємося на дії з цього приводу.Оригінальний текст (англ.) Dear EBU team, “The sound of beauty” cannot become the “sound of war”. The current aggression & external politics conducted by the government of the Russian Federation are not acceptable to us. We stand united with the people of Ukraine and are strongly opposing the human suffering currently occurring. “Citi Zēni” as the winners of the Latvian national selection & the Latvian representatives for the 66th Eurovision Song Contest are requesting you to reconsider the participation of the delegation of the Russian Federation in the upcoming event in May. We believe that Eurovision is about peace, entertainment and love. It is completely in opposition with the politics currently conducted by the governing bodies of the Russian Federation. In our opinion it is not correct to be sending an artist to one EBU country, while an army is being deployed to another. Sincerely hoping for action on the matter, Citi Zēni, representatives of Latvia in the 66th Eurovision song contest |
| — Citi Zēni, представники Латвії на 66-му Пісенному конкурсі Євробачення | |

- Литва — 24 лютого 2022 року президент асоціації M.A.M.A. Мартинас Тіла закликав національного мовника подати заявку до Європейської мовної спілки з закликом відсторонити представника Росії від участі у конкурсі в Турині в травні цього року[89]. Того ж дня генеральна директорка LRT Моніка Гарбачяускайте-Будріене заявила, що має намір підняти питання про участь Росії в Євробаченні 2022 «найближчим часом»[89].
- Данія — 25 лютого 2022 року Густав Лютгофт, головний редактор офіційного сайту мовнику, озвучив позицію DR: «Перш за все, хотів би сказати, що зараз в Україні розгортається серйозна і вкрай неприємна ситуація. У DR ми вважаємо неправильним те, що Росія бере участь у Євробаченні в таких умовах. Це позиція DR. І ми повідомили про це EBU. Ми ведемо з ними постійний діалог»[90].
- Норвегія — телевізійний керівник Тор Ґ'єрмунд Еріксен сказав: «Ми не бачимо, як Росія може брати участь у цьогорічному пісенному конкурсі Євробачення. NRK дав чітке повідомлення ЄМС про те, що Росія не може бути учасницею цьогорічного Пісенного конкурсу Євробачення через вторгнення в Україну. Водночас, це (ЄМС) членська організація, якій потрібен деякий час, щоб встановити рішення. Ми повністю впевнені, що ЄМС прийме правильне рішення»[90].
- Нідерланди — Ерік ван Стаде, генеральний директор нідерландського AVROTROS, оприлюднив заяву, в якій чітко пояснив свою позицію: «Особисто, а також як генеральний директор AVROTROS, я більше не хочу мовчати. Це час, коли Європа має об'єднатися й показати, за що ми виступаємо. Військові дії Росії більше не означають політику — це грубе порушення загальнолюдських цінностей, таких як незалежність і права людини. Я прошу інші країни також висловитися й закликати ЄВС призупинити членство Росії, унаслідок чого вони не зможуть взяти участь у Пісенному конкурсі Євробачення в Турині»[91][92].
- Фінляндія — мовник країни Yle звернувся до ЄВС з проханням не допускати Росію до конкурсу через вторгнення в Україну. Ба більше, було зазначено, що Фінляндія не братиме участь у Євробаченні 2022, якщо на нього все ж таки буде запрошена Росія. Вілле Вілен, директор відділу креативного контенту та медіа Yle, заявив: «Напад Росії на Україну суперечить усім цінностям, які представляють Yle та інші європейські мовники. Ми завжди захищаємо західну демократію, верховенство права, свободу вираження поглядів і людську гідність. Yle не може брати участь у заході, де Росія, яка відверто атакувала ці цінності, може використовувати один із найвідоміших брендів Європи для просування власних інтересів. Я сподіваюся, що ЄМС діятиме відповідно до своїх цінностей»[93].
- Естонія — ERR, національний мовник Естонії, також заявив про те, що країна не братиме участь у Євробаченні 2022, якщо на ньому буде присутня Росія. Голова правління Еріз Руз повідомив: «Очевидно, що не можна уявити, як Естонія братиме участь у Євробаченні, коли Росія буде учасницею, а Україна в такому випадку — ні. Наші колеги з інших країн Балтії, напевно, поділяють цю думку. Ми продовжимо спілкування з ЄМС як організаторкою конкурсу»[94].
- Ісландія — ісландський мовник RÚV закликав ЄМС відсторонити Росію від участі у Пісенному конкурсі Євробачення 2022. Стефан Ейрікссон, директор радіо RÚV, сказав у заяві: «Ми спілкувалися з нашими північними колегами, які поділяють нашу стурбованість ситуацією в Україні. Ми всі вважаємо, що в цих умовах у Росії не братиме участь у Євробаченні». Відповідаючи на запитання про те, чи відмовиться Ісландія від участі, якщо Росії дозволять брати участь у конкурсі, пан Ейрікссон додав: «Я повністю вірю, що ЄМС сприйме все це серйозно та відповідально»[95].

#### Дискваліфікація Росії
У підсумку, 25 лютого 2022 року Росія була дискваліфікована з конкурсу Євробачення 2022 у зв'язку із повномасштабним військовим вторгненням в Україну. У ЄМС заявили, що участь Росії може зашкодити репутації конкурсу «у світлі безпрецедентної кризи в Україні». 26 лютого мовник Росії анонсував про припинення членства у ЄМС, проте сама Спілка зазначила, що офіційної заяви з приводу цього від російських представників так і не отримала. Тому 1 березня ЄМС самостіно відсторонила RTR, Перший канал і RDO від роботи.

### Несправність репетиційної сцени

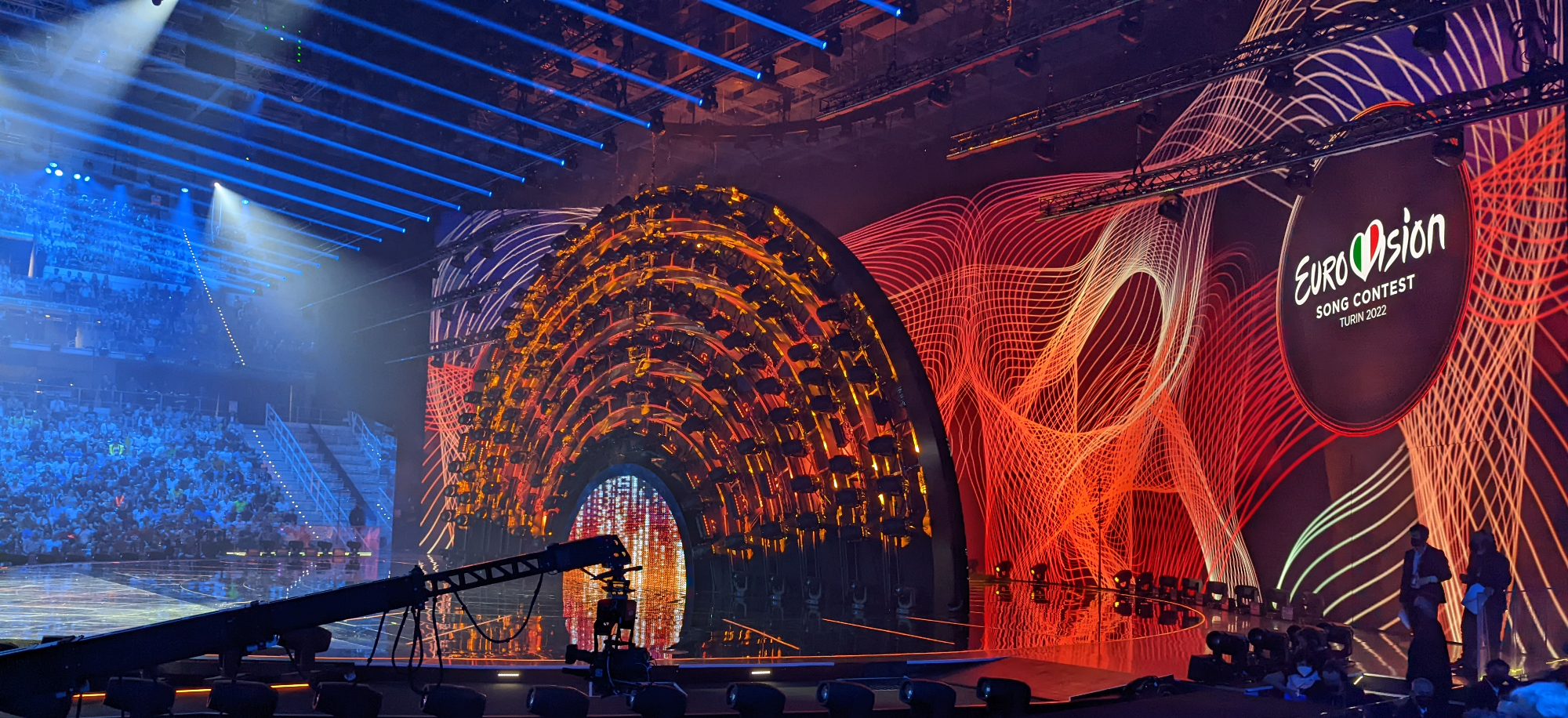
Компонент «кінетичного сонця» сцени в його статичному вигляді

Під час першого дня репетицій у Турині 30 квітня 2022 року італійські газети La Repubblica та Ла стампа повідомили про технічні труднощі з компонентом «кінетичного сонця» сцени, оскільки її арки не можуть рухатися так, як очікувалося. У газетах також повідомлялося, що несправність не вдалося повністю усунути до виступів учасників. Кілька делегацій, в тому числі з Литви та Данії, були змушені переглянути свої плани постановок через несправність сцени. Наступного дня La Stampa повідомила, що було досягнуто компромісу, згідно з яким арки залишаться статичними під час виступів, тоді як для вступних й інтервальних актів арки рухатимуться. Пізніше це було підтверджено й ЄМС.

### Інцидент з прапором Північної Македонії
Під час церемонії відкриття Євробачення 2022, «Бірюзової доріжки», що відбулася 8 травня 2022 року представниця Північної Македонії Андреа кинула на землю прапор своєї країни, перш ніж позувати для преси. Пізніше македонська телекомпанія MRT опублікувала заяву, у якій засудила дії Андреи, зазначивши, що «наруга над національним символом карається законом Македонії». Також телекомпанія заявила, що розглядає можливість відкликання Андреа з конкурсу, а на людей у делегації, які вважаються відповідальними за інцидент, будуть накладені санкції. Пізніше того ж дня співачка вибачилася за свій вчинок. 11 травня MRT заявили, що вони проведуть дисциплінарні заходи після повернення делегації з Турина, а також зазначили, що розглядають імовірність того, що Північна Македонія не повернеться на конкурс 2023 року у зв'язку з негативним розголосом, спричиненим інцидентом.

### Спроба кібератаки
11 травня 2022 року проросійська хакерська група Killnet здійснила атаку на численні вебсайти італійських інституцій, включно з сайтами Міністерства оборони, Сенату, Національного інституту здоров'я та Automobile Club d'Italia. Пізніше стало відомо, що офіційний вебсайт Євробачення також опинився серед цілей хакерів разом із платформою, на якій базується система голосування конкурсу. Атака в кінцевому підсумку була невдалою.

### Сфальшовані бали журі у фіналі
Після оголошення результатів голосування у фіналі «Євробачення» 15 травня, та суми балів від національних журі, колегія принаймні 6-ти країн заявила про фальшування результатів, зокрема журі заявили Грузії та Азербайджану насправді поставили представнику України не 6, а максимальні 12 балів. Схожі інциденти відбулися з фальшуванням результатів журі Румунії, Чорногорії, Польщі та Сан-Марино, де також були змінені реальні бали різних країн. Наступного дня після фіналу румунська телекомпанія TVR звинуватила ЄМС у «зміні правил» і попросила додаткового роз'яснення інциденту. У своєму початковому рішенні румунське журі присудило 12 балів Молдові. Чорногорський мовник RTCG також звернувся з проханням надати додаткові роз'яснення щодо цієї ситуації. Під час оголошення результатів голосування журі, голоси Азербайджану, Румунії та Грузії оголосив Мартін Естердаль, виконавчий продюсер конкурсу. Було зазначено, що це сталося через технічні труднощі під час встановлення зв'язку з представниками цих країн, але TVR та İTV стверджували, що під час голосування журі у фіналі конкурсу жодних технічних труднощів не виникло.
В Україні здійнявся інший скандал щодо нулів Польщі та Литви за результами голосуванням журі. Про підтасування поки не повідомляють, хоча одна з членів журі Ірина Федишин повідомила, що вона, начебто, поставила Польщі 10 балів. При цьому варто зауважити, що журі Євробачення розподіляють конкурсатів у бланках за місцем, а не присвоюють їм бали. Інший член журі, Андрій Капраль, поставив представника Польщі на 7-е місце з 25-ти учасників. Ще один член журі Андрій Яцків стверджує, що поставив польського виконавця на 10-е місце.

## Рейтинги та перегляди
| Країна          | Перший півфінал | Перший півфінал | Другий півфінал | Другий півфінал | Фінал   | Фінал  |
| Країна          | Глядачі         | Частка          | Глядачі         | Частка          | Глядачі | Частка |
| --------------- | --------------- | --------------- | --------------- | --------------- | ------- | ------ |
| Австрія         | 475 000         | 22%             |                 |                 |         |        |
| Велика Британія | 545 000         | 4%              |                 |                 |         |        |
| Іспанія         | 1 245 000       | 9,2%            |                 |                 |         |        |
| Італія          | 5 435 000       | 26,4%           |                 |                 |         |        |
| Нідерланди      | 2 294 000       | 45,6%           |                 |                 |         |        |
| Німеччина       | 500 000         | 2,2%            |                 |                 |         |        |

## Мовники, коментатори та речники

### Мовники
Усі учасники мовлення можуть вибрати місцевих або запрошених коментаторів, які надаватимуть інформацію про перебіг шоу, учасників, голосування місцевій аудиторії. Хоча мовники повинні транслювати щонайменше півфінал, за який вони голосують, і фінал, більшість транслюють усі три шоу з різними програмними планами. Подібним чином деякі мовники, країни яких не беруть участі, все ще можуть транслювати конкурс.
| Країна                                 | Шоу                      | Мовник                                 | Коментатори |
| Країни-учасниці конкурсу               | Країни-учасниці конкурсу | Країни-учасниці конкурсу               | Країни-учасниці конкурсу |
| -------------------------------------- | ------------------------ | -------------------------------------- | --- |
| Австралія                              | Усі                      | SBS                                    | Майф Ворхерст, Джоел Крісі |
| Австрія                                | Усі                      | ORF 1                                  | Енді Нолл |
| Албанія                                | Усі                      | RTSH, RTSH Muzikë, Radio Tirana        | Андрі Джаху |
| Бельгія                                | Усі                      | La Une, RTBF, VivaCité Één             | Жан Луї Лае, Морін Луї (французька) Петер Фон де Вере (нідерландська)                                                                                         |
| Болгарія                               | Усі                      | БНТ1, БНТ 4                            | Елена Росберг, Петко Кралєв |
| Велика Британія                        | Півфінали                | BBC Three                              | Скотт Міллз, Райлан Кларк |
| Велика Британія                        | Фінал                    | BBC One BBC Radio 2                    | Грем Нортон Кен Брюс |
| Вірменія                               | Усі                      | AMPTV, Public Radio of Armenia         | Гарік Папоян, Грачухі Утмазян |
| Греція                                 | Усі                      | ERT1, Second Programme, Голос Греції   | Марія Козаку, Йорґус Капудзівіс |
| Грузія                                 | Усі                      | П1TV                                   | визначиться пізніше |
| Данія                                  | Усі                      | DR1                                    | Генрік Міллінг, Ніколай Мольбек |
| Естонія                                | Усі                      | ETV ETV+                               | Марко Рейкоп (естонська) Олександр Хоботов анд Юлія Калєнда (російська)                                                                                       |
| Ізраїль                                | Усі                      | Kan 11                                 | Асаф Ліберман, Аківа Новік |
| Ірландія                               | Півфінали                | RTÉ2                                   | визначиться пізніше |
| Ірландія                               | Фінал                    | RTÉ One                                | визначиться пізніше |
| Ісландія                               | Півфінали                | RÚV RÚV 2                              | Ґслі Мартейн Бальдурссон (ісландська) визначиться пізніше (жестова мова)                                                                                      |
| Ісландія                               | Фінал                    | Rás 2                                  | визначиться пізніше |
| Іспанія                                | Усі                      | La 1                                   | Тоні Агілар, Джулія Варела |
| Італія                                 | Усі                      | Rai 1                                  | Габріеле Корсі, Крістіану Мальджольйо |
| Італія                                 | Усі                      | Rai Radio 2                            | Ема Стокгольма, Джино Кастальдо |
| Італія                                 | Усі                      | RaiPlay                                | The Jackal |
| Кіпр                                   | Усі                      | CyBC                                   | Меліна Карагеоргіу, Александрос Тарамутас |
| Литва                                  | Усі                      | LRT televizija, LRT Radijas            | Рамунас Зільніс |
| Нідерланди                             | Усі                      | NPO 1                                  | Корнальд Маас, Ян Сміт |
| Німеччина                              | Півфінали                | One                                    | визначиться пізніше |
| Німеччина                              | Фінал                    | Das Erste                              | визначиться пізніше |
| Норвегія                               | Усі                      | NRK1                                   | Марте Стокстад |
| Польща                                 | Усі                      | TVP                                    | Олександр Сікора, Марек Сєроцький |
| Португалія                             | Усі                      | RTP1, RTP Internacional, RTP África    | Нуно Галопім |
| Румунія                                | Усі                      | TVR1                                   | визначиться пізніше |
| Сан-Марино                             | Усі                      | San Marino RTV                         | Ліа Фіоріо, Джіджі Рестіво |
| Сербія                                 | Усі                      | РТС                                    | визначиться пізніше |
| Словенія                               | Півфінал 1               | TV SLO 1, Radio Val 202, Radio Maribor | Андрей Гофер |
| Словенія                               | Півфінали                | TV SLO 2                               | Андрей Гофер |
| Словенія                               | Фінал                    | Radio Val 202, Radio Maribor           | Андрей Гофер |
| Фінляндія                              | Усі                      | Yle TV1, Yle Areena                    | Мікко Сільвеннойнен (фінська) Єва Франц, Йохан Ліндрос (шведська) Леван Твалтвадзе (російська) Гелі Гуовінен (інарі-саамська) Аслак Палтто (північносаамська) |
| Фінляндія                              | Усі                      | Yle Radio Suomi                        | визначиться пізніше (фінська) |
| Франція                                | Півфінали                | Culturebox                             | Лоренс Бокколіні |
| Франція                                | Фінал                    | France 2                               | Стефан Берн і Лоренс Бокколіні |
| Хорватія                               | Усі                      | HRT 1 Croatian Radio                   | Душко Курлич Златко Туркаль |
| Чехія                                  | Усі                      | ČT2                                    | Ян Максьян |
| Швейцарія                              | Півфінал 1               | SRF zwei                               | визначиться пізніше (німецька) |
| Швейцарія                              | Півфінал 2               | SRF zwei SRF info                      | визначиться пізніше (німецька) |
| Швейцарія                              | Півфінали                | RSI La 2                               | визначиться пізніше (італійська) |
| Швейцарія                              | Фінал                    | RSI La 1                               | визначиться пізніше (італійська) |
| Швеція                                 | Усі                      | SVT1                                   | визначиться пізніше |
| Україна                                | Усі                      | UA: Культура                           | Тімур Мірошниченко |
| Країни, що не беруть участь у конкурсі |                          |                                        | |
| Косово                                 | Усі                      | RTK                                    | визначиться пізніше |
| Словаччина                             | Фінал                    | Rádio FM                               | Даніель Балаж, Павол Губінак, Юрай Малічек |
| США                                    | Усі                      | Peacock                                | Джонні Вейр |

## Офіційний альбом
Eurovision Song Contest: Turin 2022 — це офіційна збірка пісень конкурсу, що створена Європейською Мовною Спілкою й буде випущений Universal Music Group 22 квітня 2022 у форматі компакт-диску, 6 травня 2022 — на касетних і вінілових платівках. В офіційний альбом входять усі 40 пісень країн-учасниць конкурсу цього року.